# Poa arctica ssp. aperta
Poa arctica ssp. aperta là một phân loài cỏ trong họ hòa thảo, thuộc chi poa.